# Jong Tae-se
Jong Tae-se (japanisch 鄭 大世; * 2. März 1984 in Nagoya, Japan) ist ein ehemaliger in Japan geborener und aufgewachsener nordkoreanischer Fußballspieler südkoreanischer Abstammung. Andere Transkriptionen seines Namens sind Chŏng Tae-se, Jeong Dae-se (정대세) und, auf Japanisch, Chon Tese (チョン・テセ). In der Bundesliga lief er unter dem Namen Chong Tese auf.
Jong wird aufgrund seiner schnellen und kraftvollen Spielweise häufig mit dem englischen Stürmer Wayne Rooney verglichen und als „Wayne Rooney Asiens“ bezeichnet.

## Karriere

### Vereine
Jong, in dritter Generation in Japan lebender Sohn eines Südkoreaners und einer Nordkoreanerin, besuchte dort von der Nordkorea nahestehenden Organisation Ch’ongryŏn betriebene Schulen (bis 1997: „Koreanische 2. Grundschule Aichi“ (愛知朝鮮第二初級学校, Aichi Chōsen dai-ni shokyū gakkō), 1997–1999: Mittelstufe der „Koreanischen Tōshun-Grund- und Mittelschule“ (東春朝鮮初中級学校, Tōshun Chōsen shochūkyū gakkō), 1999–2002: Oberstufe der „Koreanischen Mittel- und Oberschule Aichi“ (愛知朝鮮中高級学校, Aichi Chōsen chūkōkyū gakkō)), bevor er von 2002 bis 2006 in Tokio an der ebenfalls von Ch’ongryŏn betriebenen Chosŏn Taehakkyo (Korea University) eingeschrieben war. Mit Fußball begann er bereits während der Grundschulzeit, ab 2006 spielte er für Kawasaki Frontale in der J. League. Mit Kawasaki wurde er in den Spielzeiten 2006, 2008 und 2009 japanischer Vizemeister, 2007 und 2009 unterlag sein Team jeweils im Finale des Yamazaki Nabisco Cups, dem japanischen Ligapokal. Mit der Mannschaft erreichte er zudem 2007 und 2009 das Viertelfinale der AFC Champions League.
Zur Saison 2010/11 wechselte Jong nach Deutschland zum Zweitligisten VfL Bochum und ist – seit seinem Debüt am 23. August 2010 im Heimspiel gegen den TSV 1860 München – der erste Nordkoreaner im deutschen Profifußball; in dieser Begegnung erzielte er beim 3:2-Sieg seiner Mannschaft zwei Tore. Drei Treffer gelangen ihm am 1. Oktober 2011 beim 5:3-Sieg im Auswärtsspiel beim FC Ingolstadt 04.
In der Winterpause 2011/12 wechselte Jong zum 1. FC Köln; über Vertragsmodalitäten und Ablösesumme wurde Stillschweigen vereinbart. Am 25. Februar 2012 (23. Spieltag) kam er bei der 0:2-Heimniederlage gegen Bayer 04 Leverkusen als erster Nordkoreaner (zur zweiten Halbzeit für Milivoje Novakovič eingewechselt) zu seinem Bundesligadebüt.
Im Januar 2013 wechselte Jong in die südkoreanische K League Classic zu den Suwon Samsung Bluewings. Seit dem 9. Juli 2015 spielt er in der japanischen J1 League für Shimizu S-Pulse. Von August 2020 bis Saisonende wurde er an den Zweitligisten Albirex Niigata nach Niigata ausgeliehen. Für Niigata stand er 26-mal in der zweiten Liga auf dem Spielfeld. Nach insgesamt 106 Spielen für S-Pulse wechselte er im Januar 2021 zum Zweitligisten FC Machida Zelvia nach Machida. Nach zwei Spielzeiten beendete er nach der Saison 2022 seine aktive Karriere als Fußballspieler.

### Nationalmannschaft
Jong soll sich, damals noch als südkoreanischer Staatsbürger, im Anschluss an eine Niederlage Nordkoreas gegen Japan bei der Qualifikation zur Weltmeisterschaft 2006 dazu entschieden haben, künftig für Nordkorea aufzulaufen. Mit Unterstützung der Ch’ongryŏn erhielt er schließlich einen nordkoreanischen Pass und beantragte bei der FIFA erfolgreich einen Verbandswechsel.
Er debütierte am 19. Juni 2007 im Rahmen der Qualifikation für die Ostasienmeisterschaft 2008 in der Nationalelf und erzielte in seinen ersten beiden Spielen gegen die Mongolei und Macau je vier Tore, die ihm auch den Titel des Torschützenkönigs der Qualifikationsrunde einbrachten. Bei der Endrunde traf er bei den 1:1-Unentschieden gegen Japan und Südkorea und gehörte auch dort mit zwei Treffern zu den besten Torschützen.
In der Qualifikation zur Weltmeisterschaft 2010 absolvierte Jong zwölf Begegnungen und erzielte einen Treffer. Während der WM 2010 in Südafrika bestritt Jong alle drei Vorrundenspiele von Beginn an und machte von sich reden, als er vor dem Auftaktspiel gegen Brasilien während des Abspielens der Nationalhymne weinte.
In seinen bisherigen 33 Länderspielen erzielte Jong 15 Treffer.

## Auszeichnungen
- J2 League: Torschützenkönig 2016